# Kurt Meyer
Kurt Meyer, soprannominato "Panzer Meyer" (Jerxheim, 23 dicembre 1910 – Hagen, 23 dicembre 1961), è stato un generale tedesco, comandante delle Waffen-SS durante la seconda guerra mondiale. Fu condannato per i soli crimini di guerra sul fronte occidentale, nonostante in Ucraina ne avesse perpetrati di ben più gravi (uccisioni in massa di civili e completa distruzione di villaggi).

## Biografia
Nato a Jerxheim, nella Bassa Sassonia, il 23 dicembre 1910, il padre, contadino, combatté durante la prima guerra mondiale in qualità di sergente maggiore e morì in seguito alle ferite riportate in battaglia. Terminate le scuole, Meyer dapprima lavorò in una fattoria, in seguito in una miniera, fino a che, nell'ottobre del 1929, non entrò nella polizia del Meclemburgo. Iscrittosi al Partito nazista il 1º settembre 1930, si arruolò nelle SS il 15 ottobre 1931, venendo assegnato alla 22. Standarte a Schwerin. Il 15 maggio 1934 venne accettato nella "Leibstandarte SS Adolf Hitler" con il grado di SS-Untersturmführer. Nel settembre del 1936 venne promosso SS-Obersturmführer e ottenne il comando della 14. Compagnia Anticarro. Meyer e la LAH presero in seguito parte all'annessione dell'Austria e più tardi all'invasione della Cecoslovacchia.
Allo scoppio della guerra, Meyer guidò la sua unità anticarro nella Campagna di Polonia, dove rimase ferito ad una spalla, e venne decorato con la Croce di Ferro di seconda classe; nella successiva Campagna di Francia dove, al comando della 15ª Compagnia motociclisti, i cui comandanti di plotone furono i futuri comandanti di divisione Hugo Kraas e Max Wünsche, venne decorato con la Croce di Ferro di prima classe. Al termine della guerra a occidente, la compagnia venne riorganizzata come distaccamento di ricognizione della LAH e Meyer venne promosso SS-Sturmbannführer. Meyer dette nuovamente prova della sua grande abilità di soldato e di comandante nella successiva invasione della Grecia come comandante di battaglione.
Per tagliare la strada al III Corpo d'Armata greco, che si stava ritirando dall'Albania, era necessario occupare il passo di Klissura, per raggiungere il lago di Kastoria e in tal modo impedire alla forze greche di raggiungere la città di Kastoria. All'alba del 14 aprile, iniziò l'attacco frontale di Meyer contro i soldati appartenenti alla 20ª Divisione di fanteria che tenevano il passo di Klissura. Organizzato il battaglione in tre gruppi d'attacco, uno dei quali guidato personalmente da Meyer, iniziò l'assalto alle posizioni greche: alle 11 del mattino la linea difensiva greca era ormai infranta e la cittadina venne occupata nel primo pomeriggio. Vennero fatti 600 prigionieri, perdendo solamente 6 uomini e 18 feriti. Il giorno successivo, il battaglione raggiunse il lago di Kastoria e si diresse a sud per prendere la città di Kastoria alle spalle; al termine della giornata anche questa cittadina era stata conquistata e altri 1 100 soldati greci erano stati fatti prigionieri. Per queste azioni Meyer venne decorato con la Croce di Cavaliere il 18 maggio 1941.
Ammalatosi nell'ottobre del 1941, Meyer ritornò alla propria unità solamente nel gennaio 1942. Il 23 febbraio 1943 Meyer divenne il 195° uomo decorato da Hitler con le Foglie di quercia della Croce di Cavaliere, per il ruolo avuto nella riconquista di Kharkov. Nell'estate del 1943 Hitler ordinò la costituzione di una nuova divisione delle Waffen-SS, arruolando tutti i membri della Gioventù hitleriana nati nel 1926. Diversi ufficiali della Leibstandarte vennero trasferite nella nuova divisione, la 12ª SS-Panzer-Division "Hitlerjugend". Meyer, venne assegnato al comando del 25º Reggimento Panzergrenadier SS e promosso SS-Standartenführer il 21 giugno 1943.
Il 14 giugno 1944, una settimana dopo lo sbarco alleato in Normandia, l'SS-Brigadeführer Fritz Witt, comandante della divisione, rimase ucciso in seguito a un bombardamento navale alleato. Come ufficiale più alto in grado Kurt Meyer venne nominato ufficialmente comandante della divisione il 16 giugno: a 33 anni divenne in tal modo il più giovane comandante di divisione dell'intero esercito tedesco. Il 27 agosto Meyer divenne il 91° soldato a ricevere le Spade della Croce di Cavaliere, e una settimana più tardi, il 1º settembre, venne promosso SS-Brigadeführer. Il comando di Meyer terminò il 6 settembre, quando venne catturato da partigiani belgi presso il villaggio di Durnal (parte del comune di Yvoir), consegnato agli Alleati e internato in un campo per prigionieri di guerra.
Il 10 dicembre 1945 comparve davanti a una corte marziale canadese, imputato dell'uccisione di 11 prigionieri canadesi il 7 giugno 1944 e di altri 7 il successivo 8 giugno. Uno dei giudici fu il Generale Harry Wickwire Foster, suo avversario nella battaglia di Normandia. Meyer negò di aver ordinato i massacri e dichiarò di esserne venuto a conoscenza soltanto l'11 giugno, successivamente all'accaduto. Non essendo stato possibile provare se Meyer avesse o meno ordinato le esecuzioni, venne riconosciuto colpevole di aver incitato i sottoposti a non fare prigionieri e quindi fu ritenuto moralmente responsabile delle atrocità commesse dai militari della sua divisione. Venne condannato a morte il 28 dicembre 1945, ma il Maggior Generale Chris Vokes commutò la pena nell'ergastolo, evocando il fatto che era stato condannato in base a un «insieme di sospetti», piuttosto che prove tangibili.
Rinchiuso nella prigione di Dorchester, nel Nuovo Brunswick, in Canada, vi rimase per cinque anni. Dopo altri quattro anni nella prigione militare inglese di Werl, nella Germania Ovest, venne rilasciato il 7 settembre 1954. Divenne ben presto un membro attivo della HIAG, e si batté pubblicamente per far ricevere la pensione di guerra a tutti i membri delle Waffen-SS. Nel 1957 uscì il suo libro autobiografico. Morì ad Hagen il 23 dicembre 1961, giorno del suo cinquantunesimo compleanno, per un attacco di cuore.